# ويليام كاميرون منزيس
ويليام كاميرون منزيس (بالإنجليزية: William Cameron Menzies)‏ هو منتج أفلام وكاتب سيناريو ومصمم الإنتاج ومخرج أمريكي، ولد في 29 يوليو 1896 في نيو هيفن في الولايات المتحدة، وتوفي في 5 مارس 1957 في بيفرلي هيلز في الولايات المتحدة بسبب سرطان.

## وصلات خارجية
- ويليام كاميرون منزيس على موقع IMDb (الإنجليزية)
- ويليام كاميرون منزيس على موقع الموسوعة البريطانية (الإنجليزية)
- ويليام كاميرون منزيس على موقع ألو سيني (الفرنسية)
- ويليام كاميرون منزيس على موقع تيرنر كلاسيك موفيز (الإنجليزية)
- ويليام كاميرون منزيس على موقع أول موفي (الإنجليزية)
- ويليام كاميرون منزيس على موقع قاعدة بيانات الأفلام السويدية (السويدية)
- ويليام كاميرون منزيس على موقع قاعدة بيانات الفيلم (الإنجليزية)
- ويليام كاميرون منزيس على موقع كينوبويسك (الروسية)